# Беломорці
Беломо́рці (болг. Беломорци) — село в Тирговиштській області Болгарії. Входить до складу общини Омуртаг.

## Населення
За даними перепису населення 2011 року у селі проживали 866 осіб.
Національний склад населення села:
| Національність   | Кількість осіб | Відсоток |
| ---------------- | -------------- | -------- |
| цигани           | 451            | 82,3%    |
| турки            | 45             | 8,2%     |
| болгари          | 38             | 6,9%     |
| інша             | 0              | 0%       |
| не визначились   | 14             | 2,6%     |
| Всього відповіли | 548            |          |

Розподіл населення за віком у 2011 році:
Динаміка населення: